# Корејци
Корејци (кореј. 한민족 или 조선민족; неправилно је Кореанци и сл.) су народ који чини већину становништва држава Јужне Кореје и Северне Кореје. Говоре корејским језиком, који није сродан другим језицима. Политички су подељени између капиталистичке Јужне Кореје и комунистичке Северне Кореје. Већином су нерелигиозни и атеисти, а постоји и значајан број будиста, конфучиста, анимиста и хришћана.
Укупно их има око 82,1 милион, од тога 50.423.955 у Јужној Кореји и 24.700.000 у Северној Кореји.